# Prix Arverne
 (juillet 2018).
Le prix Arverne est un prix littéraire auvergnat, créé en 2007 par la Ligue Auvergnate et du Massif Central, en France.

## Historique
Le prix Arverne a été créé en 2007 à l'initiative de la Ligue auvergnate et du Massif Central et de son président de l'époque monsieur Raymond Trébuchon.
Le prix est destiné à récompenser une publication littéraire, soit écrite par une personne originaire de l'un des sept départements que représente la Ligue auvergnate et du Massif Central, à savoir : l'Aveyron, le Cantal, la Corrèze, la Haute-Loire, le Lot, la Lozère et le Puy-de-Dôme, l'Allier et la Creuse soit qui traite d'un sujet concernant l'Auvergne.

## Liste des lauréats
- 2007 : Jean Anglade, Le temps et la paille (Presses de la Cité)[2].
- 2008 : Odile de Paillerets, La troisième pierre (Editions du Bon Albert)[3],[4]
- 2009 : Jean-Paul Malaval L'homme qui rêvait d'un village (Presses de la Cité)[5],[6]
- 2010 : Daniel Brugès, Terres d'Aubrac (De Borée)[7],[8],[9]
- 2011 : Antonin Malroux, La grange au foin (Albin Michel)[10],[11],[12],[13],[14].
- 2012 : Roger Béteille, La Pomme bleue (Éditions du Rouergue)[15],[16],[17].
- 2013 : Marie-Hélène Lafon, Les Pays (Buchet/Chastel)[18],[19],[20],[21],[22],[23].
- 2014 : Philippe Ramond, Frères humains, (Cayron)[24],[25].
- 2015 : Bernard Thomasson, Un été sans alcool (Éditions du Seuil) [26],[27].
- 2016 : Daniel Crozes, Un été d’herbes sèches, (Éditions du Rouergue) [28],[29]
- 2017 : Sylvie Baron, L’Héritière des Fajoux, (Calmann-Levy)  [30],[31].
- 2018 : Serge Camaille, L'Enfant du Carladès, (De Borée) [32]
- 2019 : Vanessa Bamberger, Alto Braco (Liana Levi)
- 2020 : Cécile Coulon, Une bête au paradis (éditions de L'Iconoclaste)
- 2021 : Maurice Chalayer, Le Porteur de Joie (éditions De Borée)
- 2022 : Jean-Guy Soumy, Le Regard de Jeanne (Presses de la Cité)[33].
- 2023 : Franck Bouysse, L'Homme peuplé (Albin Michel)[34].
- 2024 : Delphine Laurent, Naisseur (Albin Michel)[35].

### Grand Prix d'Honneur
- 2017 : Lucien Douroux, Un voyage inattendu -  Grand prix d’honneur du jury pour son autobiographie, (Cherche Midi)
- 2019 : Marie de Palet, Grand prix d’honneur du jury pour l’ensemble de son œuvre littéraire (nommée en 2019 pour le Pré d'Anna - (De Borée))